# Chatuchakmarkt

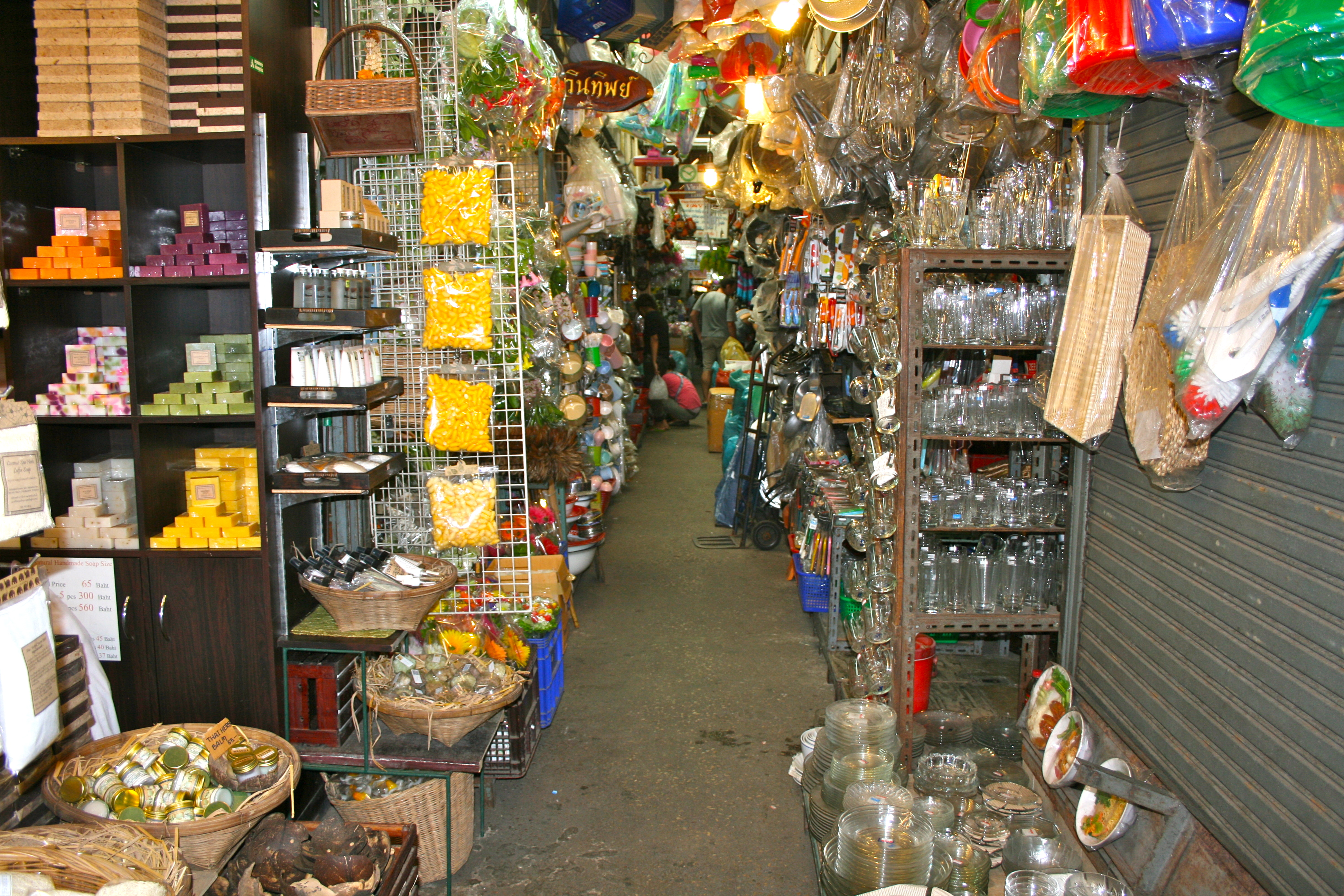
Kraampjes op de Jatujakmarkt

Chatuchak of Jatujak (Thai: จตุจักร, Engels: Chatuchak Weekend Market ⓘ) is een markt in Bangkok, Thailand. De markt wordt beschouwd als een van de grootste ter wereld en wordt gepromoot onder de bijnaam "de moeder van alle markten". In de volksmond wordt de markt ook wel JJ genoemd.
De markt beslaat een gebied van ongeveer 0,1 km². Er staan zo'n 15.000 stalletjes en de markt is elke zaterdag en zondag geopend. Ook doordeweeks zijn sommige gedeeltes van de markt open. Elk weekend bezoeken ongeveer 300.000 mensen de markt.
De markt heeft een enorme verscheidenheid aan producten zoals huishoudtoebehoren, ambachten, godsdienstige artefacten, kunst, antiquiteiten, levende dieren, boeken, muziek, kleren, voedsel, installaties en bloemen.
Naast de markt staat J.J Mall, een winkelcentrum met meer dan 1250 winkels.

## Locatie
De markt ligt naast het Chatuchak Park. Men kan de markt en het park bereiken met de skytrain, station Mo Chit' en met de metro, stations Kamphaeng Phet & Suan Chatuchak (Chatuchak Park).